# 広島瓦斯電軌1040形電車
広島瓦斯電軌1040形電車（ひろしまがすでんき1040がたでんしゃ）は、広島瓦斯電軌が1941年（昭和16年）に導入した宮島線（鉄道線）用の電車である。
落成当初は一般的な2軸ボギー車であったが、後年2車体連接車に改造され、終始宮島線において運用された。

## 概要
1938年（昭和13年）11月11日に発生した千田町車庫（現・千田車庫）火災において、広島瓦斯電軌が保有する多数の車両が被災したが、その中には検査のため入場していた宮島線所属のC形（後の1000形）2およびD形（後の1010形）8の2両が含まれていた。2両とも車体を全焼し、修復不可能な状態であったことから、同2両の台枠および主要機器を流用し車体を新製する形で復旧することとなった。こうして1941年（昭和16年）1月に導入された車両が1040形1040・1041である。
車体の新製は自社工場において行われ、同時期に市内線（軌道線）用車両として新製された400形電車および450形電車に範を取った、鋼板屋根・張り上げ屋根構造の構体と流線形の前面形状を特徴とした。主要機器は前述の通り種車となったC形2およびD形8のものを流用したため、復旧以前と変化はない。
戦後に1040を1042と改番したのち、宮島線の輸送力増強を目的として、1957年（昭和32年）に1040形2両を2車体連接構造の固定編成へ改造した。連接車の導入は広島電鉄初のことであった。改造後も車両番号（以下「車番」）に変化はなく、編成単位ではなく車体単位で車番が割り振られ、この車番付与基準は後に導入された新製連接車である2500形電車にも踏襲された。
連接車への改造後は収容力の大きさを生かして主に朝夕の多客時間帯に運用され、1980年（昭和55年）まで在籍した。

## 車体
全溶接構造を採用した全長11,634 mmの半鋼製構体を備え、前面・側面とも幕板部から屋根部にかけての外板を連続処理した張り上げ屋根構造とした。
前後妻面は緩い円弧を描く丸妻形状で、車体裾部より後退傾斜を設けた流線形とされた点が特徴である。妻面は貫通扉のない非貫通構造として、3枚の下降式前面窓を均等配置した。運転台は両側妻面のそれぞれ中央に配置し、中央窓上には水切りを設け、左右両側の窓上には通風口のグリルを設置した。
前照灯は取り付け式の白熱灯を1灯、前面屋根部に設置し、後部標識灯は腰板部の向かって左側へ1灯設置した。
側面は、片引戸による客用扉を前部と中央部の2箇所に設置した、左右非対称構造のいわゆる「前中扉」仕様とし、また中央扉を前部扉の約2倍の有効幅を備える広幅扉とした点が特徴である。また、側面窓は上下寸法を極力大きく取った上段固定下段上昇式の二段窓とし、幕板部の薄い、極めて軽快な側面見付を実現した。このため、窓の上下に設置された補強帯（ウィンドウシル・ヘッダー）は寸法の異なる前面窓との接続部分で曲線を描いて繋がる形状とされている。側面窓配置はD(1)2(1)D(1)2（D：客用扉、各数値は側窓の枚数、カッコ付は戸袋窓を示す）で、乗務員扉は設置されていない。
1040形に採用された構造は当時大阪市電気局が保有した最新型の路面電車である2011形電車などと共通するものであり、また前中扉構造は鉄道線用の車両としては極めて珍しい採用例であったものの、1050形電車・1060形電車など戦後に宮島線へ導入された鉄道線車両にも踏襲された。
車体塗装は当時の標準塗色であった、窓下補強帯（ウィンドウシル）の下端部を境界線として、下部を青、上部を灰色に塗り分けた2色塗りが採用された。

### 未成に終わった軌道線用流線形車両の影響
広島瓦斯電軌においては、千田町車庫火災が発生する1年半前の1937年（昭和12年）6月に日本車輌製造本店へ依頼し、同社が15両 (931 - 945) の製作を担当した大阪市電気局901形（1935年設計）のデザインの影響を強く受けた、非対称配置の3扉構成を採る軌道線用流線形電車の計画図（見-5-イ-1084）を調製させ、軌道線向け新型車両の設計検討を行っていた。
この計画図においては窓配置をD3(2)D3Dとし、高さ1,136 mm、幅820 mmの大きな2段窓が各客用扉間にそれぞれ5枚と3枚配され、客用扉に隣接する窓の上部隅を丸く処理し、両端に770 mm幅の2枚折戸を設置、さらに車体中央部に幅1,500 mmの巨大な片引戸を一方の車端に寄せて設置する窓配置で車体が図示されていた。これは大阪市電気局901形・2001形・2011形の「前中扉」配置から、扉のないもう一端の窓1組をそのまま折戸に置き換えた窓配置に改めたものであった。
計画図に示された車両そのものは結果的に未成に終わったが、その車体の設計や意匠は、1040形（幅広の片引戸を中扉とする前後非対称の窓配置や背の高い大型側窓、張り上げ屋根、流線形など）や、軌道線400形・450形（2枚折戸、背の高い大型側窓、張り上げ屋根など）といった、火災被災車を種車として自社工場において車体を新製した各形式の車体外観デザインに顕著な影響を与えた。また収容力のそれほど大きくない中型車ながら広幅の中央扉を設けて乗客の乗降の迅速化を図る12m級軌道線用3扉ボギー車、というその基本的な設計コンセプトは、この図面調製から5年を経た1942年（昭和17年）に、軍都広島の発展とそれに伴う輸送需要の急増を受けて増備された、広島瓦斯電軌改め広島電鉄初の軌道線用3扉ボギー車である初代600形電車（同年12月竣功）および650形電車（同年10月竣功）において実現した。

## 主要機器
1040形の種車となったC形・D形は、車体は同一仕様であったものの主要機器が異なっていたため、両形式を種車とする1040形は1040・1041で搭載する主要機器が異なる。
主電動機はC形2を種車とする1040が東洋電機製造製のTDK-9/Aを、D形8を種車とする1041がウェスティングハウス・エレクトリック (WH) 社製のWH-532-Bを、それぞれ1両当たり2基搭載する。いずれも定格出力37.3 kWの直流直巻電動機であるが、特性の相違から歯車比が異なり、1040が4.27 (64:15) であるのに対し、1041は3.35 (67:17) であり、設計最高速度も前者が40 km/hであるのに対し後者は45 km/hとわずかに異なる。駆動方式は両者とも吊り掛け式である。
制御方式は各運転台に設置された直接制御器（ダイレクトコントローラー）によって速度制御を行う直接式である。1040が東洋電機製造DB-1を、1041がウェスティングハウス・エレクトリックB-18Lをそれぞれ搭載する。
台車は1041がブリル (J.G.Brill) 社純正の76Eを、1040がブリル76Eを原設計として日本車輌製造が模倣製造したNSK56-48A-2をそれぞれ装着する。両者は枕ばね部の構造が異なり、ブリル76Eがコイルばねと重ね板ばねを併用した枕ばねを線路方向に設置した釣り合いばね式であるのに対し、NSK56-48A-2は重ね板ばねを用いた枕ばねを枕木方向に設置した揺れ枕吊り式としている。なお、固定軸間距離1,219 mm・車輪径838 mmのスペックは両者共通である。
制動装置は構造の簡易なSM-3直通ブレーキを採用する。
集電装置は当初トロリーポールを採用した。

## 運用
1943年（昭和18年）2月に宮島線における集電方式がパンタグラフ方式に切り替えられたことに伴って、1040・1041とも菱形パンタグラフをやぐら状の背高形パンタグラフ台座を介して1両当たり1基搭載した。
戦後の1951年（昭和26年）に中央扉の幅を前部扉と同一幅に縮小する改造が実施され、窓配置がD(1)2(1)D4と変化したほか、車番のゼロ起番を廃する目的で1040の1042への改番が実施された。また同時期には従来前面向かって左側にのみ設置された後部標識灯を向かって右側にも増設した。
1957年（昭和32年）10月に1041・1042を2車体連接構造の固定編成へ改造する工事が自社工場において施工された。
改造に際しては1041の宮島側、および1042の己斐側の運転台を撤去し、運転台を撤去した側の妻面を切妻形状に改め、広幅の貫通路および貫通幌を設けた。側面は客用扉の移設・車掌用窓の新設など窓配置が変更され、1編成当たりの窓配置はD(1)5(1)D1 / 4(1)D13（下線付は車掌用窓を示す）と変化した。その他、車内照明の蛍光灯化が実施されたほか、車体塗装を下半分オレンジ・上半分クリームの塗り分けに窓下補強帯（ウィンドウシル）部分をマルーンとした3色塗りに改めた。
主要機器については、前述の通り1041・1042で仕様が異なっていたものを、連接車化改造に際して1041の主要機器を1000形1001（旧C形1）と振り替え、性能および仕様を統一した。さらに主電動機を1台車当たり2基に増設し、1編成当たり4基搭載としたほか、歯車比を2.95 (59:20) と高速寄りの設定に変更し、設計最高速度は55 km/hに向上した。制御方式は従来の直接制御から間接自動制御に変更、日本車輌製造製のNC-209電動カム軸式制御装置を1041の床下に新設した。制動装置は従来のSM-3直通ブレーキに非常弁を新設してSME非常弁付直通ブレーキへ改良し、集電装置は引き続き菱形パンタグラフを使用するが、1042のパンタグラフは台座ごと撤去された。
連接車改造後の1040形は、従来1両当たりの車両定員が60人であったものが、1編成（2両）当たりの車両定員が140人と増加し、当時宮島線に在籍する車両形式のうち最も収容力の高い車両となり、主に朝夕の多客時間帯を中心に運用された。
後年宮島線の運行ダイヤが市内線への直通運転を中心とする形に変更されたことに伴って、直通運転用車両である3000形電車が大量に導入され、また宮島線用車両として1080形電車が導入されたことから、宮島線用車両のうち経年の高い車両は順次代替が進められた。1040形については収容力の高い車両であったことから、走行性能の向上を行って継続運用する案も検討されたものの実現せず、1980年（昭和55年）12月31日付で除籍され、形式消滅した。除籍後は2両とも解体処分となり、現存しない。